# آرامگاه ابوالحسن زید بیهقی
آرامگاه ابوالحسن زید بیهقی آرامگاه منسوب به ظهیرالدین ابوالحسن علی بن ابی القاسم زید بیهقی مشهور به ابن فُندَق است. این بنا مربوط به دوره معاصر است و در ۳۵ ک جنوب شهرستان سبزوار و در شهرستان ششتمد واقع شده و این اثر در تاریخ ۲۵ اسفند ۱۳۷۸ با شمارهٔ ثبت ۲۶۰۱ به‌عنوان یکی از آثار ملی ایران به ثبت رسیده است.
نقشه و طرح بنای یادبود از حسین جودت است و انجمن آثار ملی در سال ۱۳۵۳ آن را ساخت.